# احمد ضیا عظیمی
احمد ضیا عظیمی (زادهٔ ۱۹۷۷) یک بازیکن فوتبال اهل افغانستان است.
از تیم‌هایی که در آن بازی کرده‌است می‌توان به تیم ملی فوتبال افغانستان اشاره کرد.